# Don Scardino
Donald Joseph Scardino (17 de febrero de 1948), conocido como Don Scardino, es un actor, director y productor de televisión estadounidense.

## Carrera

### Actuación
Nacido en la ciudad de Nueva York, Scardino comenzó su carrera como actor. Su primer crédito en Broadway fue como suplente en la obra The Playroom de 1965. Otros de sus trabajos en Broadway son Johnny No-Trump, Godspell y King of Hearts. También participó en producciones off-Broadway como The Rimers of Eldritch, La comedia de las equivocaciones, Moonchildren y I'm Getting My Act Together and Taking It on the Road. Además del teatro, fue protagonista en el film Homer (1970), ambientado en la sociedad americana de final de la década de los 60. También lo fue en el clásico de cine B de terror Squirm (1976). Entre los años 1991 y 1996, trabajó como director de arte en Playwrights Horizons, un teatro off-Broadway. En televisión, apareció en telenovelas como Guiding Light, All My Children, Love Is a Many Splendored Thing y Another World, y las series primetime El fantasma y la señora Muir y Audacia es el juego. Formó parte del reparto de la película Cruising (1980), junto a Al Pacino.

### Dirección
Después de su trabajo como actor en telenovelas, Scardino comenzó a dirigir en televisión. Dirigió episodios de Another World, One Life to Live y All My Children. Continuó dirigiendo obras en directo en Broadway y off-Broadway, incluyendo el estreno mundial de A Few Good Men de Aaron Sorkin. Su trabajo en televisión es extenso, notable por su dirección de la serie cómica de la NBC 30 Rock. Como director de cine su trabajo incluye títulos como Me & Veronica y Advice from a Caterpillar. Posteriormente dirigió la comedia de magos The Incredible Burt Wonderstone, protagonizada por Steve Carell, Jim Carrey y Steve Buscemi.

## Vida privada
Scardino estuvo casado con la actriz Pamela Blair entre 1984 y 1991. Actualmente está casado con la pintora Dana L. Williams.

## Créditos selectos como director
- The Incredible Burt Wonderstone (2013)
- Rescue Me (2007)
- 30 Rock (2006–13)
- Hope & Faith (2004–06)
- Oldest Living Confederate Widow Tells All (obra de Broadway, 2003)
- Law & Order: Criminal Intent (2002–03)
- Ed (2002–03)
- The West Wing (2000)
- Cosby (1998–2000)
- Law & Order (1991–2006)
- A Few Good Men (obra de Broadway, 1989)
- The Days and Nights of Molly Dodd (1988–1991)